# آیزاک توره
آیزاک توره (انگلیسی: Isaak Touré؛ زادهٔ ۲۸ مارس ۲۰۰۳) بازیکن فوتبال است.
وی همچنین در تیم‌های ملی فوتبال زیر ۱۷ سال فرانسه و زیر ۱۹ سال فرانسه بازی کرده‌است.